# Acranthera johannis-winkleri
Acranthera johannis-winkleri är en måreväxtart som beskrevs av Elmer Drew Merrill. Acranthera johannis-winkleri ingår i släktet Acranthera och familjen måreväxter. Inga underarter finns listade i Catalogue of Life.